# Osiek (gmina w województwie świętokrzyskim)
Osiek – gmina miejsko-wiejska w województwie świętokrzyskim, w powiecie staszowskim. W latach 1975–1998 gmina położona była w województwie tarnobrzeskim.
Siedziba gminy to Osiek.
Według danych z 31 grudnia 2017 roku gminę zamieszkiwało 7 733 osób.
W czasach Królestwa Polskiego gmina Osiek należała do powiatu sandomierskiego w guberni radomskiej. 13 stycznia 1870 do gminy przyłączono pozbawiony praw miejskich Osiek.

## Struktura powierzchni
Według danych z lat 1995–2005 gmina Osiek ma obszar 129,33 km². W ciągu tego okresu zmniejszył się procentowy udział użytków rolniczych (z 61,6% w '95 do 56,3% w '05), na rzecz zwiększenia się areału lasów (z 26,6% w '95 do 28,4% w '05) oraz nieużytków (z 11,8% w '95 do 15,3% w '05, przy czym zmniejszył się on w stosunku do roku '04 z 15,5%). Niska opłacalność/dochodowość z areału użytków rolnych wymusiła na rolnikach działania na rzecz odłogowania oraz zadrzewiania znacznych połaci swoich gospodarstw; trendu tego nie powstrzymały dopłaty bezpośrednie z UE, bowiem znaczna część z nich przebranżowiła się.

| WYSZCZEGÓLNIENIE | WYSZCZEGÓLNIENIE | WYSZCZEGÓLNIENIE               | WYSZCZEGÓLNIENIE               | WYSZCZEGÓLNIENIE               | J. m.            | STRUKTURA POWIERZCHNI (w latach według rodzaju rolniczej działalności) | STRUKTURA POWIERZCHNI (w latach według rodzaju rolniczej działalności) | STRUKTURA POWIERZCHNI (w latach według rodzaju rolniczej działalności) | STRUKTURA POWIERZCHNI (w latach według rodzaju rolniczej działalności) | STRUKTURA POWIERZCHNI (w latach według rodzaju rolniczej działalności) | STRUKTURA POWIERZCHNI (w latach według rodzaju rolniczej działalności) | STRUKTURA POWIERZCHNI (w latach według rodzaju rolniczej działalności) | STRUKTURA POWIERZCHNI (w latach według rodzaju rolniczej działalności) | STRUKTURA POWIERZCHNI (w latach według rodzaju rolniczej działalności) | STRUKTURA POWIERZCHNI (w latach według rodzaju rolniczej działalności) | STRUKTURA POWIERZCHNI (w latach według rodzaju rolniczej działalności) |
| WYSZCZEGÓLNIENIE | WYSZCZEGÓLNIENIE | WYSZCZEGÓLNIENIE               | WYSZCZEGÓLNIENIE               | WYSZCZEGÓLNIENIE               | J. m.            | 1995                                                                   | 1996                                                                   | 1997                                                                   | 1998                                                                   | 1999                                                                   | 2000                                                                   | 2001                                                                   | 2002                                                                   | 2003                                                                   | 2004                                                                   | 2005                                                                   |
| ---------------- | ---------------- | ------------------------------ | ------------------------------ | ------------------------------ | ---------------- | ---------------------------------------------------------------------- | ---------------------------------------------------------------------- | ---------------------------------------------------------------------- | ---------------------------------------------------------------------- | ---------------------------------------------------------------------- | ---------------------------------------------------------------------- | ---------------------------------------------------------------------- | ---------------------------------------------------------------------- | ---------------------------------------------------------------------- | ---------------------------------------------------------------------- | ---------------------------------------------------------------------- |
| I.               | OGÓŁEM           | OGÓŁEM                         | OGÓŁEM                         | OGÓŁEM                         | ha               | 12 933                                                                 | 12 933                                                                 | 12 933                                                                 | 12 933                                                                 | 12 933                                                                 | 12 933                                                                 | 12 933                                                                 | 12 933                                                                 | 12 933                                                                 | 12 933                                                                 | 12 933                                                                 |
| I.               | OGÓŁEM           | OGÓŁEM                         | OGÓŁEM                         | OGÓŁEM                         | %                | 100                                                                    | 100                                                                    | 100                                                                    | 100                                                                    | 100                                                                    | 100                                                                    | 100                                                                    | 100                                                                    | 100                                                                    | 100                                                                    | 100                                                                    |
| II.              | UŻYTKI ROLNE     | UŻYTKI ROLNE                   | UŻYTKI ROLNE                   | UŻYTKI ROLNE                   | UŻYTKI ROLNE     | UŻYTKI ROLNE                                                           | UŻYTKI ROLNE                                                           | UŻYTKI ROLNE                                                           | UŻYTKI ROLNE                                                           | UŻYTKI ROLNE                                                           | UŻYTKI ROLNE                                                           | UŻYTKI ROLNE                                                           | UŻYTKI ROLNE                                                           | UŻYTKI ROLNE                                                           | UŻYTKI ROLNE                                                           | UŻYTKI ROLNE                                                           |
| II.              | 1.               | Powierzchnia użyt- ków rolnych | Powierzchnia użyt- ków rolnych | Powierzchnia użyt- ków rolnych | ha               | 7 964                                                                  | 8 006                                                                  | 7 917                                                                  | 7 948                                                                  | 7 716                                                                  | 7 654                                                                  | 7 680                                                                  | 7 680                                                                  | 7 635                                                                  | 7 327                                                                  | 7 277                                                                  |
| II.              | 1.               | Powierzchnia użyt- ków rolnych | Powierzchnia użyt- ków rolnych | Powierzchnia użyt- ków rolnych | %                | 61,6                                                                   | 61,9                                                                   | 61,2                                                                   | 61,5                                                                   | 59,7                                                                   | 59,2                                                                   | 59,4                                                                   | 59,4                                                                   | 59                                                                     | 56,6                                                                   | 56,3                                                                   |
| II.              | 1.               | –                              | grunty orne                    | grunty orne                    | ha               | 6 314                                                                  | 6 340                                                                  | 5 698                                                                  | 5 691                                                                  | 5 417                                                                  | 5 385                                                                  | 5 400                                                                  | 5 400                                                                  | 5 176                                                                  | 4 875                                                                  | 4 825                                                                  |
| II.              | 1.               | –                              | grunty orne                    | grunty orne                    | %                | 79,3                                                                   | 79,2                                                                   | 72                                                                     | 71,6                                                                   | 70,2                                                                   | 70,3                                                                   | 70,3                                                                   | 70,3                                                                   | 67,8                                                                   | 66,5                                                                   | 66,3                                                                   |
| II.              | 1.               | –                              | sady                           | sady                           | ha               | 245                                                                    | 247                                                                    | 242                                                                    | 243                                                                    | 242                                                                    | 243                                                                    | 242                                                                    | 242                                                                    | 160                                                                    | 161                                                                    | 161                                                                    |
| II.              | 1.               | –                              | sady                           | sady                           | %                | 3,1                                                                    | 3,1                                                                    | 3                                                                      | 3                                                                      | 3,1                                                                    | 3,2                                                                    | 3,1                                                                    | 3,1                                                                    | 2,1                                                                    | 2,2                                                                    | 2,2                                                                    |
| II.              | 1.               | –                              | łąki                           | łąki                           | ha               | 849                                                                    | 856                                                                    | 1 433                                                                  | 1 429                                                                  | 1 483                                                                  | 1 452                                                                  | 1 450                                                                  | 1 450                                                                  | 1 707                                                                  | 1 706                                                                  | 1 706                                                                  |
| II.              | 1.               | –                              | łąki                           | łąki                           | %                | 10,6                                                                   | 10,7                                                                   | 18,1                                                                   | 18                                                                     | 19,2                                                                   | 19                                                                     | 18,9                                                                   | 18,9                                                                   | 22,4                                                                   | 23,3                                                                   | 23,5                                                                   |
| II.              | 1.               | –                              | pastwiska                      | pastwiska                      | ha               | 556                                                                    | 563                                                                    | 544                                                                    | 585                                                                    | 574                                                                    | 574                                                                    | 588                                                                    | 588                                                                    | 592                                                                    | 585                                                                    | 585                                                                    |
| II.              | 1.               | –                              | pastwiska                      | pastwiska                      | %                | 7                                                                      | 7                                                                      | 6,9                                                                    | 7,4                                                                    | 7,5                                                                    | 7,5                                                                    | 7,7                                                                    | 7,7                                                                    | 7,7                                                                    | 8                                                                      | 8                                                                      |
| II.              | LASY             | LASY                           | LASY                           | LASY                           | LASY             | LASY                                                                   | LASY                                                                   | LASY                                                                   | LASY                                                                   | LASY                                                                   | LASY                                                                   | LASY                                                                   | LASY                                                                   | LASY                                                                   | LASY                                                                   | LASY                                                                   |
| II.              | 1.               | Lasy i grunty leśne            | Lasy i grunty leśne            | Lasy i grunty leśne            | ha               | 3 440                                                                  | 3 420                                                                  | 3 427                                                                  | 3 376                                                                  | 3 310                                                                  | 3 362                                                                  | 3 473                                                                  | 3 473                                                                  | 3 593                                                                  | 3 603                                                                  | 3 674                                                                  |
| II.              | 1.               | Lasy i grunty leśne            | Lasy i grunty leśne            | Lasy i grunty leśne            | %                | 26,6                                                                   | 26,4                                                                   | 26,5                                                                   | 26,1                                                                   | 25,6                                                                   | 26                                                                     | 26,8                                                                   | 26,8                                                                   | 27,8                                                                   | 27,9                                                                   | 28,4                                                                   |
| III.             | POZOSTAŁE GRUNTY | POZOSTAŁE GRUNTY               | POZOSTAŁE GRUNTY               | POZOSTAŁE GRUNTY               | POZOSTAŁE GRUNTY | POZOSTAŁE GRUNTY                                                       | POZOSTAŁE GRUNTY                                                       | POZOSTAŁE GRUNTY                                                       | POZOSTAŁE GRUNTY                                                       | POZOSTAŁE GRUNTY                                                       | POZOSTAŁE GRUNTY                                                       | POZOSTAŁE GRUNTY                                                       | POZOSTAŁE GRUNTY                                                       | POZOSTAŁE GRUNTY                                                       | POZOSTAŁE GRUNTY                                                       | POZOSTAŁE GRUNTY                                                       |
| III.             | 1.               | Pozostałe grunty i nieużytki   | Pozostałe grunty i nieużytki   | Pozostałe grunty i nieużytki   | ha               | 1 529                                                                  | 1 507                                                                  | 1 589                                                                  | 1 609                                                                  | 1 907                                                                  | 1 917                                                                  | 1 780                                                                  | 1 780                                                                  | 1 705                                                                  | 2 003                                                                  | 1 982                                                                  |
| III.             | 1.               | Pozostałe grunty i nieużytki   | Pozostałe grunty i nieużytki   | Pozostałe grunty i nieużytki   | %                | 11,8                                                                   | 11,7                                                                   | 12,3                                                                   | 12,4                                                                   | 14,7                                                                   | 14,8                                                                   | 13,8                                                                   | 13,8                                                                   | 13,2                                                                   | 15,5                                                                   | 15,3                                                                   |

Gmina stanowi 13,98 proc. powierzchni powiatu.

## Demografia

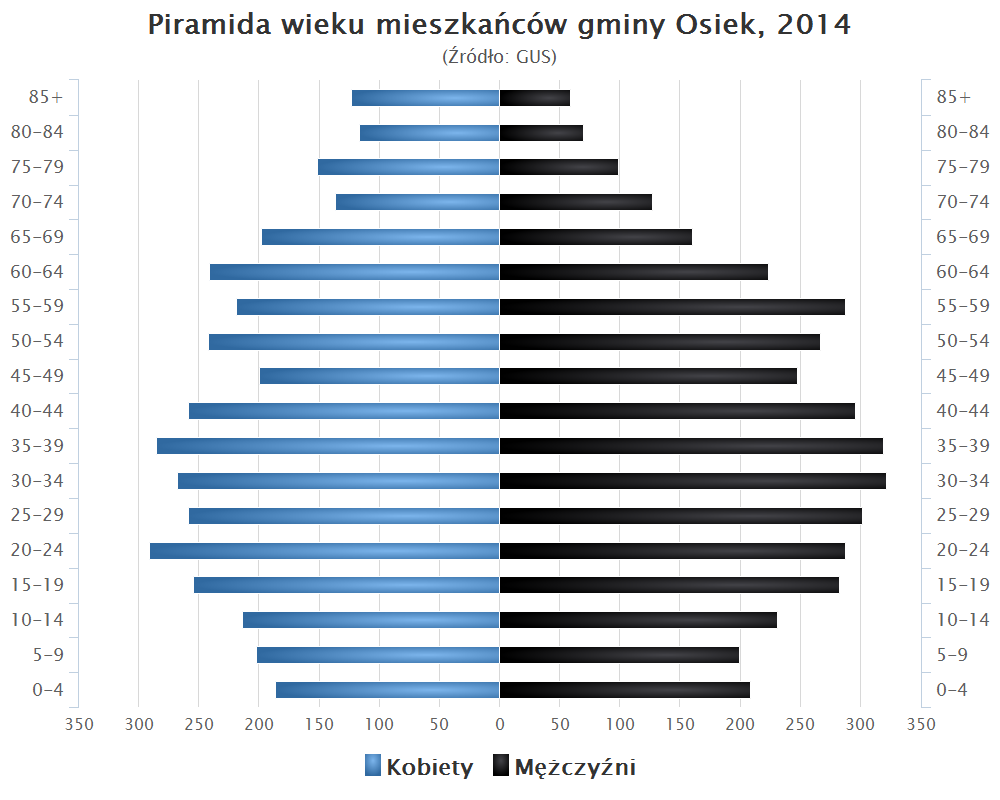
Piramida wieku mieszkańców gminy Osiek w 2014 roku

Struktura demograficzna gminy Osiek po reaktywacji państwa polskiego (tj. po I wojnie światowej) – gmina nie była organizmem jednolitym narodowościowo, odbiegając znacząco od unifikacji etnicznej do jej różnorodność wyznaniowej włącznie. Obecnie większość tych miejscowości (z ich ludnością) stanowi integralną część gminy Osiek, z kolei niewielka jej część przynależy do gminy Rytwiany i Staszów. Ponadto dla przykładu przysiółek Otoka Gągolińska wówczas administracyjnie przynależał do gminy Łoniów; z kolei pozostałe niewymienione tu miejscowości do gminy Tursko Wielkie. Wyjątek stanowi tu wioska Mucharzów nieujęta w tym spisie (co potwierdza ówczesny GŁ•U•ST w alfabetycznym wykazie miejscowości województwa kieleckiego na końcu książki, w którym nie figuruje). Poniżej struktura demograficzna na podstawie pierwszego spisu powszechnego ludności z 30 września 1921 roku.

| Lp. | M i a s t a, G m i n y, Miejscowości | Charakter miejscowości | Budynki                          | Budynki              | Ludność obecna w dniu 30 września 1921 r. (bez objętej spisem wojskowym) | Ludność obecna w dniu 30 września 1921 r. (bez objętej spisem wojskowym) | Ludność obecna w dniu 30 września 1921 r. (bez objętej spisem wojskowym) | Ludność obecna w dniu 30 września 1921 r. (bez objętej spisem wojskowym) | Ludność obecna w dniu 30 września 1921 r. (bez objętej spisem wojskowym) | Ludność obecna w dniu 30 września 1921 r. (bez objętej spisem wojskowym) | Ludność obecna w dniu 30 września 1921 r. (bez objętej spisem wojskowym) | Ludność obecna w dniu 30 września 1921 r. (bez objętej spisem wojskowym) | Ludność obecna w dniu 30 września 1921 r. (bez objętej spisem wojskowym) | Ludność obecna w dniu 30 września 1921 r. (bez objętej spisem wojskowym) | Ludność obecna w dniu 30 września 1921 r. (bez objętej spisem wojskowym) | Ludność obecna w dniu 30 września 1921 r. (bez objętej spisem wojskowym) | Ludność obecna w dniu 30 września 1921 r. (bez objętej spisem wojskowym) | Ludność obecna w dniu 30 września 1921 r. (bez objętej spisem wojskowym) |
| Lp. | M i a s t a, G m i n y, Miejscowości | Charakter miejscowości | z prze- znacze- nia miesz- kalne | inne za- miesz- kałe | Ogó- łem                                                                 | Męż- czyzn                                                               | Ko- biet                                                                 | W tej liczbie było wyznania                                              | W tej liczbie było wyznania                                              | W tej liczbie było wyznania                                              | W tej liczbie było wyznania                                              | W tej liczbie było wyznania                                              | W tej liczbie było wyznania                                              | Podało narodowość                                                        | Podało narodowość                                                        | Podało narodowość                                                        | Podało narodowość                                                        | Podało narodowość                                                        |
| Lp. | M i a s t a, G m i n y, Miejscowości | Charakter miejscowości | z prze- znacze- nia miesz- kalne | inne za- miesz- kałe | Ogó- łem                                                                 | Męż- czyzn                                                               | Ko- biet                                                                 | rzym- sko- -kato- licki- ego                                             | ewan- gelic- kiego                                                       | inne- go chrze- ścijań- skiego                                           | moj- żeszo- wego                                                         | in- ne- go                                                               | nie- wia- do- me- go                                                     | pol- ską                                                                 | nie- miec- ką                                                            | ży- dow- ską                                                             | in- ną                                                                   | nie- wia- do- mą                                                         |
| 1   | 2                                    | 3                      | 4                                | 5                    | 6                                                                        | 7                                                                        | 8                                                                        | 9                                                                        | 10                                                                       | 11                                                                       | 12                                                                       | 13                                                                       | 14                                                                       | 15                                                                       | 16                                                                       | 17                                                                       | 18                                                                       | 19                                                                       |
| --- | ------------------------------------ | ---------------------- | -------------------------------- | -------------------- | ------------------------------------------------------------------------ | ------------------------------------------------------------------------ | ------------------------------------------------------------------------ | ------------------------------------------------------------------------ | ------------------------------------------------------------------------ | ------------------------------------------------------------------------ | ------------------------------------------------------------------------ | ------------------------------------------------------------------------ | ------------------------------------------------------------------------ | ------------------------------------------------------------------------ | ------------------------------------------------------------------------ | ------------------------------------------------------------------------ | ------------------------------------------------------------------------ | ------------------------------------------------------------------------ |
| —   | Gm. Osiek                            | —                      | 1 443                            | 1                    | 8 394                                                                    | 4 013                                                                    | 4 381                                                                    | 7 684                                                                    | 67                                                                       | 2,                                                                       | 641                                                                      | —                                                                        | —                                                                        | 7 888                                                                    | —                                                                        | 504                                                                      | 2,                                                                       | —                                                                        |
| 1.  | Bukowa                               | osada młyńska          | 2                                | –                    | 36                                                                       | 16                                                                       | 20                                                                       | 6                                                                        | –                                                                        | –                                                                        | 30                                                                       | –                                                                        | –                                                                        | 36                                                                       | –                                                                        | –                                                                        | –                                                                        | —                                                                        |
| 2.  | Bukowa                               | wieś                   | 110                              | –                    | 677                                                                      | 321                                                                      | 356                                                                      | 671                                                                      | –                                                                        | –                                                                        | 6                                                                        | –                                                                        | –                                                                        | 677                                                                      | –                                                                        | –                                                                        | –                                                                        | —                                                                        |
| 3.  | Bukowa-Majorat                       | kolonja                | 14                               | –                    | 81                                                                       | 36                                                                       | 45                                                                       | 81                                                                       | –                                                                        | –                                                                        | –                                                                        | –                                                                        | –                                                                        | 81                                                                       | –                                                                        | –                                                                        | –                                                                        | —                                                                        |
| 4.  | Długołęka                            | wieś                   | 54                               | –                    | 303                                                                      | 155                                                                      | 148                                                                      | 303                                                                      | –                                                                        | –                                                                        | –                                                                        | –                                                                        | –                                                                        | 303                                                                      | –                                                                        | –                                                                        | –                                                                        | —                                                                        |
| 5.  | Dzięki                               | folwark                | 3                                | –                    | 41                                                                       | 19                                                                       | 22                                                                       | 38                                                                       | –                                                                        | –                                                                        | 3                                                                        | –                                                                        | –                                                                        | 41                                                                       | –                                                                        | –                                                                        | –                                                                        | —                                                                        |
| 6.  | Gaj Plebański                        | kolonja                | 9                                | –                    | 36                                                                       | 20                                                                       | 16                                                                       | 36                                                                       | –                                                                        | –                                                                        | –                                                                        | –                                                                        | –                                                                        | 36                                                                       | –                                                                        | –                                                                        | –                                                                        | —                                                                        |
| 7.  | Grabowiec                            | kolonja                | 6                                | –                    | 46                                                                       | 26                                                                       | 20                                                                       | 46                                                                       | –                                                                        | –                                                                        | –                                                                        | –                                                                        | –                                                                        | 46                                                                       | –                                                                        | –                                                                        | –                                                                        | —                                                                        |
| 8.  | Jaźwiny-Polesie                      | folwark                | 1                                | –                    | 7                                                                        | 4                                                                        | 3                                                                        | 7                                                                        | –                                                                        | –                                                                        | –                                                                        | –                                                                        | –                                                                        | 7                                                                        | –                                                                        | –                                                                        | –                                                                        | —                                                                        |
| 9.  | Lipnik                               | wieś                   | 19                               | –                    | 115                                                                      | 55                                                                       | 60                                                                       | 115                                                                      | –                                                                        | –                                                                        | –                                                                        | –                                                                        | –                                                                        | 115                                                                      | –                                                                        | –                                                                        | –                                                                        | —                                                                        |
| 10. | Łęg                                  | wieś                   | 11                               | –                    | 61                                                                       | 29                                                                       | 32                                                                       | 61                                                                       | –                                                                        | –                                                                        | –                                                                        | –                                                                        | –                                                                        | 61                                                                       | –                                                                        | –                                                                        | –                                                                        | —                                                                        |
| 11. | Mikołajów                            | folwark                | 1                                | –                    | 4                                                                        | 1                                                                        | 3                                                                        | 4                                                                        | –                                                                        | –                                                                        | –                                                                        | –                                                                        | –                                                                        | 4                                                                        | –                                                                        | –                                                                        | –                                                                        | —                                                                        |
| 12. | Mikołajów                            | wieś                   | 20                               | –                    | 114                                                                      | 56                                                                       | 58                                                                       | 47                                                                       | 67                                                                       | –                                                                        | –                                                                        | –                                                                        | –                                                                        | 114                                                                      | –                                                                        | –                                                                        | –                                                                        | —                                                                        |
| 13. | Osieczko                             | wieś                   | 98                               | –                    | 561                                                                      | 263                                                                      | 298                                                                      | 561                                                                      | –                                                                        | –                                                                        | –                                                                        | –                                                                        | –                                                                        | 561                                                                      | –                                                                        | –                                                                        | –                                                                        | —                                                                        |
| 14. | Osiek                                | folwark                | 3                                | –                    | 53                                                                       | 30                                                                       | 23                                                                       | 53                                                                       | –                                                                        | –                                                                        | –                                                                        | –                                                                        | –                                                                        | 53                                                                       | –                                                                        | –                                                                        | –                                                                        | —                                                                        |
| 15. | Osiek                                | osada miejska          | 193,                             | –                    | 1 352                                                                    | 626                                                                      | 726                                                                      | 811                                                                      | –                                                                        | 2,                                                                       | 539                                                                      | –                                                                        | –                                                                        | 846                                                                      | –                                                                        | 504                                                                      | 2,                                                                       | —                                                                        |
| 16. | Pliskowola                           | wieś                   | 217                              | –                    | 1 186                                                                    | 562                                                                      | 624                                                                      | 1 186                                                                    | –                                                                        | –                                                                        | –                                                                        | –                                                                        | –                                                                        | 1 186                                                                    | –                                                                        | –                                                                        | –                                                                        | —                                                                        |
| 17. | Strzegom                             | wieś                   | 198                              | –                    | 1 067                                                                    | 508                                                                      | 559                                                                      | 1 058                                                                    | –                                                                        | –                                                                        | 9                                                                        | –                                                                        | –                                                                        | 1 067                                                                    | –                                                                        | –                                                                        | –                                                                        | —                                                                        |
| 18. | Strzegom-Majorat                     | kolonja                | 36                               | –                    | 175                                                                      | 80                                                                       | 95                                                                       | 170                                                                      | –                                                                        | –                                                                        | 5                                                                        | –                                                                        | –                                                                        | 175                                                                      | –                                                                        | –                                                                        | –                                                                        | —                                                                        |
| 19. | Strzegom Poparafialny                | wieś                   | 13,                              | –                    | 57                                                                       | 34                                                                       | 23                                                                       | 57                                                                       | –                                                                        | –                                                                        | –                                                                        | –                                                                        | –                                                                        | 57                                                                       | –                                                                        | –                                                                        | –                                                                        | —                                                                        |
| 20. | Suchowola                            | wieś                   | 191                              | 1                    | 1 045                                                                    | 476                                                                      | 569                                                                      | 1 045                                                                    | –                                                                        | –                                                                        | –                                                                        | –                                                                        | –                                                                        | 1 045                                                                    | –                                                                        | –                                                                        | –                                                                        | —                                                                        |
| 21. | Wiązownica                           | osada młyńska          | 2                                | –                    | 32                                                                       | 12                                                                       | 20                                                                       | 16                                                                       | –                                                                        | –                                                                        | 16                                                                       | –                                                                        | –                                                                        | 32                                                                       | –                                                                        | –                                                                        | –                                                                        | —                                                                        |
| 22. | Wiązownica-Majorat                   | kolonja                | 30                               | –                    | 154                                                                      | 72                                                                       | 82                                                                       | 140                                                                      | –                                                                        | –                                                                        | 14                                                                       | –                                                                        | –                                                                        | 154                                                                      | –                                                                        | –                                                                        | –                                                                        | —                                                                        |
| 23. | Wiązownica Mała                      | wieś                   | 23                               | –                    | 131                                                                      | 71                                                                       | 60                                                                       | 131                                                                      | –                                                                        | –                                                                        | –                                                                        | –                                                                        | –                                                                        | 131                                                                      | –                                                                        | –                                                                        | –                                                                        | —                                                                        |
| 24. | Wiązownica Poduchowna                | kolonja                | 37                               | –                    | 174                                                                      | 82                                                                       | 92                                                                       | 169                                                                      | –                                                                        | –                                                                        | 5                                                                        | –                                                                        | –                                                                        | 174                                                                      | –                                                                        | –                                                                        | –                                                                        | —                                                                        |
| 25. | Wiązownica Sołectwo                  | kolonja                | 11                               | –                    | 85                                                                       | 45                                                                       | 40                                                                       | 85                                                                       | –                                                                        | –                                                                        | –                                                                        | –                                                                        | –                                                                        | 85                                                                       | –                                                                        | –                                                                        | –                                                                        | —                                                                        |
| 26. | Wiązownica Wielka                    | wieś                   | 123                              | –                    | 700                                                                      | 355                                                                      | 345                                                                      | 686                                                                      | –                                                                        | –                                                                        | 14                                                                       | –                                                                        | –                                                                        | 700                                                                      | –                                                                        | –                                                                        | –                                                                        | —                                                                        |
| 27. | Wronia Góra                          | kolonja                | 18                               | –                    | 101                                                                      | 59                                                                       | 42                                                                       | 101                                                                      | –                                                                        | –                                                                        | –                                                                        | –                                                                        | –                                                                        | 101                                                                      | –                                                                        | –                                                                        | –                                                                        | —                                                                        |
| 1   | 2                                    | 3                      | 4                                | 5                    | 6                                                                        | 7                                                                        | 8                                                                        | 9                                                                        | 10                                                                       | 11                                                                       | 12                                                                       | 13                                                                       | 14                                                                       | 15                                                                       | 16                                                                       | 17                                                                       | 18                                                                       | 19                                                                       |

Współczesna struktura demograficzna gminy Osiek na podstawie danych z lat 1995–2009 wedle roczników GUS-u:

Rysunek 1.1 Populacja kobiet w GiM Osiek w latach 1995-2009

Rysunek 1.2 Populacja mężczyzn w GiM Osiek w latach 1995-2009

Rysunek 1.3 Populacja ogółem w GiM Osiek w latach 1995-2009
| WYSZCZEGÓLNIENIE | WYSZCZEGÓLNIENIE | WYSZCZEGÓLNIENIE    | WYSZCZEGÓLNIENIE    | WYSZCZEGÓLNIENIE    | POPULACJA (w latach wedle mieszkańców i powierzchni, w wieku przed-, po- i produkcyjnym) | POPULACJA (w latach wedle mieszkańców i powierzchni, w wieku przed-, po- i produkcyjnym) | POPULACJA (w latach wedle mieszkańców i powierzchni, w wieku przed-, po- i produkcyjnym) | POPULACJA (w latach wedle mieszkańców i powierzchni, w wieku przed-, po- i produkcyjnym) | POPULACJA (w latach wedle mieszkańców i powierzchni, w wieku przed-, po- i produkcyjnym) | POPULACJA (w latach wedle mieszkańców i powierzchni, w wieku przed-, po- i produkcyjnym) | POPULACJA (w latach wedle mieszkańców i powierzchni, w wieku przed-, po- i produkcyjnym) | POPULACJA (w latach wedle mieszkańców i powierzchni, w wieku przed-, po- i produkcyjnym) | POPULACJA (w latach wedle mieszkańców i powierzchni, w wieku przed-, po- i produkcyjnym) | POPULACJA (w latach wedle mieszkańców i powierzchni, w wieku przed-, po- i produkcyjnym) | POPULACJA (w latach wedle mieszkańców i powierzchni, w wieku przed-, po- i produkcyjnym) | POPULACJA (w latach wedle mieszkańców i powierzchni, w wieku przed-, po- i produkcyjnym) | POPULACJA (w latach wedle mieszkańców i powierzchni, w wieku przed-, po- i produkcyjnym) | POPULACJA (w latach wedle mieszkańców i powierzchni, w wieku przed-, po- i produkcyjnym) | POPULACJA (w latach wedle mieszkańców i powierzchni, w wieku przed-, po- i produkcyjnym) |
| WYSZCZEGÓLNIENIE | WYSZCZEGÓLNIENIE | WYSZCZEGÓLNIENIE    | WYSZCZEGÓLNIENIE    | WYSZCZEGÓLNIENIE    | 1995                                                                                     | 1996                                                                                     | 1997                                                                                     | 1998                                                                                     | 1999                                                                                     | 2000                                                                                     | 2001                                                                                     | 2002                                                                                     | 2003                                                                                     | 2004                                                                                     | 2005                                                                                     | 2006                                                                                     | 2007                                                                                     | 2008                                                                                     | 2009                                                                                     |
| ---------------- | ---------------- | ------------------- | ------------------- | ------------------- | ---------------------------------------------------------------------------------------- | ---------------------------------------------------------------------------------------- | ---------------------------------------------------------------------------------------- | ---------------------------------------------------------------------------------------- | ---------------------------------------------------------------------------------------- | ---------------------------------------------------------------------------------------- | ---------------------------------------------------------------------------------------- | ---------------------------------------------------------------------------------------- | ---------------------------------------------------------------------------------------- | ---------------------------------------------------------------------------------------- | ---------------------------------------------------------------------------------------- | ---------------------------------------------------------------------------------------- | ---------------------------------------------------------------------------------------- | ---------------------------------------------------------------------------------------- | ---------------------------------------------------------------------------------------- |
| I.               | OGÓŁEM           | OGÓŁEM              | OGÓŁEM              | OGÓŁEM              | 8 126                                                                                    | 8 104                                                                                    | 8 073                                                                                    | 8 076                                                                                    | 8 009                                                                                    | 8 035                                                                                    | 8 008                                                                                    | 7 999                                                                                    | 7 955                                                                                    | 7 934                                                                                    | 7 929                                                                                    | 7 927                                                                                    | 7 914                                                                                    | 7 934                                                                                    | 7 908                                                                                    |
| I.               | 1.               | Gęstość zaludnienia | Gęstość zaludnienia | Gęstość zaludnienia | 62,8                                                                                     | 62,7                                                                                     | 62,4                                                                                     | 62,4                                                                                     | 61,9                                                                                     | 62,1                                                                                     | 61,9                                                                                     | 61,8                                                                                     | 61,5                                                                                     | 61,3                                                                                     | 61,3                                                                                     | 61,3                                                                                     | 61,2                                                                                     | 61,3                                                                                     | 61,1                                                                                     |
| I.               | 2.               | W wieku             | W wieku             | W wieku             |                                                                                          |                                                                                          |                                                                                          |                                                                                          |                                                                                          |                                                                                          |                                                                                          |                                                                                          |                                                                                          |                                                                                          |                                                                                          |                                                                                          |                                                                                          |                                                                                          |                                                                                          |
| I.               | 2.               | a.                  | przedprodukcyjnym   | przedprodukcyjnym   | 2 202                                                                                    | 2 168                                                                                    | 2 148                                                                                    | 2 108                                                                                    | 2 080                                                                                    | 2 076                                                                                    | 2 031                                                                                    | 1 969                                                                                    | 1 930                                                                                    | 1 895                                                                                    | 1 858                                                                                    | 1 829                                                                                    | 1 811                                                                                    | 1 771                                                                                    | 1 716                                                                                    |
| I.               | 2.               | a.                  | –                   | w procencie (%)     | 27,1                                                                                     | 26,8                                                                                     | 26,6                                                                                     | 26,1                                                                                     | 26                                                                                       | 25,8                                                                                     | 25,4                                                                                     | 24,6                                                                                     | 24,3                                                                                     | 23,9                                                                                     | 23,4                                                                                     | 23,1                                                                                     | 22,9                                                                                     | 22,3                                                                                     | 21,7                                                                                     |
| I.               | 2.               | b.                  | produkcyjnym        | produkcyjnym        | 4 395                                                                                    | 4 392                                                                                    | 4 378                                                                                    | 4 445                                                                                    | 4 433                                                                                    | 4 468                                                                                    | 4 508                                                                                    | 4 592                                                                                    | 4 617                                                                                    | 4 642                                                                                    | 4 682                                                                                    | 4 698                                                                                    | 4 686                                                                                    | 4 739                                                                                    | 4 777                                                                                    |
| I.               | 2.               | b.                  | –                   | w procencie (%)     | 54,1                                                                                     | 54,2                                                                                     | 54,2                                                                                     | 55                                                                                       | 55,3                                                                                     | 55,6                                                                                     | 56,3                                                                                     | 57,4                                                                                     | 58                                                                                       | 58,5                                                                                     | 59,1                                                                                     | 59,3                                                                                     | 59,2                                                                                     | 59,7                                                                                     | 60,4                                                                                     |
| I.               | 2.               | c.                  | poprodukcyjnym      | poprodukcyjnym      | 1 529                                                                                    | 1 544                                                                                    | 1 547                                                                                    | 1 523                                                                                    | 1 496                                                                                    | 1 491                                                                                    | 1 469                                                                                    | 1 438                                                                                    | 1 408                                                                                    | 1 397                                                                                    | 1 389                                                                                    | 1 400                                                                                    | 1 417                                                                                    | 1 424                                                                                    | 1 415                                                                                    |
| I.               | 2.               | c.                  | –                   | w procencie (%)     | 18,8                                                                                     | 19                                                                                       | 19,2                                                                                     | 18,9                                                                                     | 18,7                                                                                     | 18,6                                                                                     | 18,3                                                                                     | 18                                                                                       | 17,7                                                                                     | 17,6                                                                                     | 17,5                                                                                     | 17,6                                                                                     | 17,9                                                                                     | 18                                                                                       | 17,9                                                                                     |
| II.              | MĘŻCZYZN         | MĘŻCZYZN            | MĘŻCZYZN            | MĘŻCZYZN            | 4 091                                                                                    | 4 100                                                                                    | 4 077                                                                                    | 4 082                                                                                    | 4 073                                                                                    | 4 073                                                                                    | 4 073                                                                                    | 4 078                                                                                    | 4 070                                                                                    | 4 040                                                                                    | 4 035                                                                                    | 4 031                                                                                    | 4 035                                                                                    | 4 030                                                                                    | 4 018                                                                                    |
| II.              | 1.               | Gęstość zaludnienia | Gęstość zaludnienia | Gęstość zaludnienia | 31,6                                                                                     | 31,7                                                                                     | 31,5                                                                                     | 31,5                                                                                     | 31,5                                                                                     | 31,5                                                                                     | 31,5                                                                                     | 31,5                                                                                     | 31,5                                                                                     | 31,2                                                                                     | 31,2                                                                                     | 31,2                                                                                     | 31,2                                                                                     | 31,1                                                                                     | 31                                                                                       |
| II.              | 2.               | W wieku             | W wieku             | W wieku             |                                                                                          |                                                                                          |                                                                                          |                                                                                          |                                                                                          |                                                                                          |                                                                                          |                                                                                          |                                                                                          |                                                                                          |                                                                                          |                                                                                          |                                                                                          |                                                                                          |                                                                                          |
| II.              | 2.               | a.                  | przedprodukcyjnym   | przedprodukcyjnym   | 1 105                                                                                    | 1 095                                                                                    | 1 090                                                                                    | 1 085                                                                                    | 1 058                                                                                    | 1 044                                                                                    | 1 028                                                                                    | 998                                                                                      | 981                                                                                      | 962                                                                                      | 944                                                                                      | 932                                                                                      | 929                                                                                      | 901                                                                                      | 879                                                                                      |
| II.              | 2.               | a.                  | –                   | w procencie (%)     | 13,6                                                                                     | 13,5                                                                                     | 13,5                                                                                     | 13,4                                                                                     | 13,2                                                                                     | 13                                                                                       | 12,9                                                                                     | 12,5                                                                                     | 12,4                                                                                     | 12,1                                                                                     | 11,9                                                                                     | 11,8                                                                                     | 11,7                                                                                     | 11,3                                                                                     | 11,1                                                                                     |
| II.              | 2.               | b.                  | produkcyjnym        | produkcyjnym        | 2 442                                                                                    | 2 453                                                                                    | 2 427                                                                                    | 2 457                                                                                    | 2 472                                                                                    | 2 489                                                                                    | 2 514                                                                                    | 2 561                                                                                    | 2 577                                                                                    | 2 566                                                                                    | 2 588                                                                                    | 2 593                                                                                    | 2 593                                                                                    | 2 620                                                                                    | 2 642                                                                                    |
| II.              | 2.               | b.                  | –                   | w procencie (%)     | 30,1                                                                                     | 30,3                                                                                     | 30                                                                                       | 30,4                                                                                     | 30,8                                                                                     | 31                                                                                       | 31,4                                                                                     | 32                                                                                       | 32,4                                                                                     | 32,3                                                                                     | 32,7                                                                                     | 32,7                                                                                     | 32,8                                                                                     | 33                                                                                       | 33,4                                                                                     |
| II.              | 2.               | c.                  | poprodukcyjnym      | poprodukcyjnym      | 544                                                                                      | 552                                                                                      | 560                                                                                      | 540                                                                                      | 543                                                                                      | 540                                                                                      | 531                                                                                      | 519                                                                                      | 512                                                                                      | 512                                                                                      | 503                                                                                      | 506                                                                                      | 513                                                                                      | 509                                                                                      | 497                                                                                      |
| II.              | 2.               | c.                  | –                   | w procencie (%)     | 6,7                                                                                      | 6,8                                                                                      | 7                                                                                        | 6,7                                                                                      | 6,8                                                                                      | 6,7                                                                                      | 6,6                                                                                      | 6,5                                                                                      | 6,4                                                                                      | 6,4                                                                                      | 6,3                                                                                      | 6,3                                                                                      | 6,5                                                                                      | 6,4                                                                                      | 6,3                                                                                      |
| III.             | KOBIET           | KOBIET              | KOBIET              | KOBIET              | 4 035                                                                                    | 4 004                                                                                    | 3 996                                                                                    | 3 994                                                                                    | 3 936                                                                                    | 3 962                                                                                    | 3 935                                                                                    | 3 921                                                                                    | 3 885                                                                                    | 3 894                                                                                    | 3 894                                                                                    | 3 896                                                                                    | 3 879                                                                                    | 3 904                                                                                    | 3 890                                                                                    |
| III.             | 1.               | Gęstość zaludnienia | Gęstość zaludnienia | Gęstość zaludnienia | 31,2                                                                                     | 31                                                                                       | 30,9                                                                                     | 30,9                                                                                     | 30,4                                                                                     | 30,6                                                                                     | 30,4                                                                                     | 30,3                                                                                     | 30                                                                                       | 30,1                                                                                     | 30,1                                                                                     | 30,1                                                                                     | 30                                                                                       | 30,2                                                                                     | 30,1                                                                                     |
| III.             | 2.               | W wieku             | W wieku             | W wieku             |                                                                                          |                                                                                          |                                                                                          |                                                                                          |                                                                                          |                                                                                          |                                                                                          |                                                                                          |                                                                                          |                                                                                          |                                                                                          |                                                                                          |                                                                                          |                                                                                          |                                                                                          |
| III.             | 2.               | a.                  | przedprodukcyjnym   | przedprodukcyjnym   | 1 097                                                                                    | 1 073                                                                                    | 1 058                                                                                    | 1 023                                                                                    | 1 022                                                                                    | 1 032                                                                                    | 1 003                                                                                    | 971                                                                                      | 949                                                                                      | 933                                                                                      | 914                                                                                      | 897                                                                                      | 882                                                                                      | 870                                                                                      | 837                                                                                      |
| III.             | 2.               | a.                  | –                   | w procencie (%)     | 13,5                                                                                     | 13,3                                                                                     | 13,1                                                                                     | 12,7                                                                                     | 12,8                                                                                     | 12,8                                                                                     | 12,5                                                                                     | 12,1                                                                                     | 11,9                                                                                     | 11,8                                                                                     | 11,5                                                                                     | 11,3                                                                                     | 11,2                                                                                     | 11                                                                                       | 10,6                                                                                     |
| III.             | 2.               | b.                  | produkcyjnym        | produkcyjnym        | 1 953                                                                                    | 1 939                                                                                    | 1 951                                                                                    | 1 988                                                                                    | 1 961                                                                                    | 1 979                                                                                    | 1 994                                                                                    | 2 031                                                                                    | 2 040                                                                                    | 2 076                                                                                    | 2 094                                                                                    | 2 105                                                                                    | 2 093                                                                                    | 2 119                                                                                    | 2 135                                                                                    |
| III.             | 2.               | b.                  | –                   | w procencie (%)     | 24                                                                                       | 23,9                                                                                     | 24,2                                                                                     | 24,6                                                                                     | 24,5                                                                                     | 24,6                                                                                     | 24,9                                                                                     | 25,4                                                                                     | 25,6                                                                                     | 26,2                                                                                     | 26,4                                                                                     | 26,6                                                                                     | 26,4                                                                                     | 26,7                                                                                     | 27                                                                                       |
| III.             | 2.               | c.                  | poprodukcyjnym      | poprodukcyjnym      | 985                                                                                      | 992                                                                                      | 987                                                                                      | 983                                                                                      | 953                                                                                      | 951                                                                                      | 938                                                                                      | 919                                                                                      | 896                                                                                      | 885                                                                                      | 886                                                                                      | 894                                                                                      | 904                                                                                      | 915                                                                                      | 918                                                                                      |
| III.             | 2.               | c.                  | –                   | w procencie (%)     | 12,1                                                                                     | 12,2                                                                                     | 12,2                                                                                     | 12,2                                                                                     | 11,9                                                                                     | 11,9                                                                                     | 11,7                                                                                     | 11,5                                                                                     | 11,3                                                                                     | 11,2                                                                                     | 11,2                                                                                     | 11,3                                                                                     | 11,4                                                                                     | 11,6                                                                                     | 11,6                                                                                     |

Rysunek 1.4 Piramida populacji – struktura płci i wieku gminy

Według danych z 31 grudnia 2009 roku GiM Osiek zamieszkiwało 8 042 osób (4 080 – mężczyzn, 3 962 – kobiet, tj. zameldowanych na pobyt stały – stan na 31 XII; przy 8 055 osobach, w tym 4 087 – mężczyznach, 3 968 – kobietach w zestawieniu na 30 VI); jednocześnie faktyczne miejsce zamieszkania określono na poziomie 7 908 osób (4 018 – mężczyzn, 3 890 – kobiet, tj. – stan na 31 XII; przy 7 933 osobach, w tym 4 024 – mężczyznach, 3 909 – kobietach w zestawieniu na 30 VI).

## Budżet
Rysunek 1.1 Dochody ogółem w GiM Osiek w latach 1995-2013 (w zł)
| WYSZCZEGÓLNIENIE               | J. m. | ROK         | ROK         | ROK         | ROK          | ROK         | ROK          | ROK          | ROK          | ROK          | ROK          | ROK          | ROK           | ROK           | ROK           | ROK           | ROK           | ROK           | ROK           | ROK           |
| WYSZCZEGÓLNIENIE               | J. m. | 1995        | 1996        | 1997        | 1998         | 1999        | 2000         | 2001         | 2002         | 2003         | 2004         | 2005         | 2006          | 2007          | 2008          | 2009          | 2010          | 2011          | 2012          | 2013          |
| ------------------------------ | ----- | ----------- | ----------- | ----------- | ------------ | ----------- | ------------ | ------------ | ------------ | ------------ | ------------ | ------------ | ------------- | ------------- | ------------- | ------------- | ------------- | ------------- | ------------- | ------------- |
| Dochody ogółem                 | zł    | 4 037 729,- | 6 047 071,- | 7 154 040,- | 10 634 209,- | 8 650 749,- | 10 431 305,- | 12 132 720,- | 13 244 262,- | 11 991 826,- | 13 731 491,- | 14 529 594,- | 17 281 741,83 | 20 105 382,97 | 20 193 191,28 | 22 783 892,33 | 30 058 271,50 | 25 549 725,39 | 25 803 734,64 | 25 557 326,62 |
| ZNAK                           | ±     | -           | -           | +           | +            | +           | +            | +            | +            | -            | -            | -            | +             | +             | +             | -             | +             | +             | -             | -             |
| Nadwyżka/deficyt budżetowa(-y) | zł    | 19 861,-    | 130 576,-   | 21 628,-    | 9 724,-      | 160 618,-   | 1 777 682,-  | 2 735 070,-  | 1 179 995,-  | 53 008,-     | 251 897,-    | 75 838,-     | 3 041 966,88  | 835 169,09    | 53 185,95     | 176 470,46    | 5 291 262,29  | 138 912,11    | 825 705,68    | 386 719,02    |
| ZNAK                           | Σ     | =           | =           | =           | =            | =           | =            | =            | =            | =            | =            | =            | =             | =             | =             | =             | =             | =             | =             | =             |
| Wydatki ogółem                 | zł    | 4 017 868,- | 5 916 495,- | 7 175 668,- | 10 643 933,- | 8 811 367,- | 12 208 987,- | 14 867 790,- | 14 424 257,- | 11 938 818,- | 13 479 594,- | 14 453 756,- | 20 323 708,71 | 20 940 552,06 | 20 246 377,23 | 22 607 421,87 | 35 349 533,79 | 25 688 637,50 | 24 978 028,96 | 25 170 607,60 |

Rysunek 1.2 Wydatki ogółem w GiM Osiek w latach 1995-2013 (w zł)

Według danych z roku 2013 średni dochód na mieszkańca wynosił 3 268,62 zł (tj. – stan na 31 XII; przy 3 235,78 zł w zestawieniu na 30 VI); jednocześnie średnie wydatki na mieszkańca kształtowały się na poziomie 3 219,16 zł (tj. – stan na 31 XII; przy 3 215,46 zł w zestawieniu na 30 VI).

## Transport i komunikacja
W okresie restauracji państwa polskiego (w tzw. okresie porozbiorowym) sieć transportu kolejowego daleka była od zunifikowania centralnego (w kierunku m.st. Warszawy) bardziej rozwinięte były nitki do byłych stolic państw zaborowych (tj. Wiednia, Petersburga czy Berlina). Na terenie gminy Osiek jest to wyrażone w odległości do najbliższych stacji kolejowych Baranów czy Tarnobrzeg (były zabór austriacki) – przy braku takowego połączenia po stronie rosyjskiej (lub w trakcie tworzenia w Rytwianach). O wiele lepiej prezentuje się nić transportu drogowego w komunikacji autobusowej, tu rozwinęło się kilka połączeń lokalnych głównie w kierunku: Koprzywnicy, Mielca, Staszowa i Tarnobrzega. Ponadto w jednym miejscu (tj. w Osieku) umiejscowiono pocztę i telegraf (telefon) – co uwydatnia poniższa tabela. Jednocześnie poszczególne miejscowości przypisano stosownie do ówcześnie im odpowiadającej rzymskokatolickiej administracji kościelnej z pominięciem współegzystujących na terenie gminy wyznawców mojżeszowych. Nadto dla przykładu wioska Katy wówczas administracyjnie należał do gminy Łoniów; z kolei pozostałe niewymienione tu miejscowości do gminy Tursko Wielkie.

| Lp. | Miejscowość i jej charakter      | Terytorialnie właściwe władze i urzędy oraz urządzenia komunikacyjne | Terytorialnie właściwe władze i urzędy oraz urządzenia komunikacyjne | Terytorialnie właściwe władze i urzędy oraz urządzenia komunikacyjne | Terytorialnie właściwe władze i urzędy oraz urządzenia komunikacyjne | Terytorialnie właściwe władze i urzędy oraz urządzenia komunikacyjne | Terytorialnie właściwe władze i urzędy oraz urządzenia komunikacyjne | Terytorialnie właściwe władze i urzędy oraz urządzenia komunikacyjne | Terytorialnie właściwe władze i urzędy oraz urządzenia komunikacyjne | Terytorialnie właściwe władze i urzędy oraz urządzenia komunikacyjne                        |
| Lp. | Miejscowość i jej charakter      | Gmina                                                                | Powiat polityczny                                                    | Woje- wódz- two                                                      | Poczta i telegraf (telefon)                                          | Stacja kolej. z odległością km.                                      | Najbliższa linia komunik. autobus. z odległością km.                 | S ą d                                                                | S ą d                                                                | Urzędy parafjalne (rz-kat., gr-kat., wsch.- słow., orm.-kat., pra- wosł., ewang., ew.-ref.) |
| Lp. | Miejscowość i jej charakter      | Gmina                                                                | Powiat polityczny                                                    | Woje- wódz- two                                                      | Poczta i telegraf (telefon)                                          | Stacja kolej. z odległością km.                                      | Najbliższa linia komunik. autobus. z odległością km.                 | Grocki                                                               | Okręgowy                                                             | Urzędy parafjalne (rz-kat., gr-kat., wsch.- słow., orm.-kat., pra- wosł., ewang., ew.-ref.) |
| 1   | 2                                | 3                                                                    | 4                                                                    | 5                                                                    | 6                                                                    | 7                                                                    | 8                                                                    | 9                                                                    | 10                                                                   | 11                                                                                          |
| --- | -------------------------------- | -------------------------------------------------------------------- | -------------------------------------------------------------------- | -------------------------------------------------------------------- | -------------------------------------------------------------------- | -------------------------------------------------------------------- | -------------------------------------------------------------------- | -------------------------------------------------------------------- | -------------------------------------------------------------------- | ------------------------------------------------------------------------------------------- |
| 1.  | Bukowa, osada młyńska            | Osiek                                                                | Sandomierz                                                           | Kielec- kie                                                          | Osiek k/San- domierza                                                | Baranów 17,5                                                         | Tarnobrzeg-Mielec 14,5                                               | Staszów                                                              | Radom                                                                | Wiązownica parafja rzymskokatolicka                                                         |
| 2.  | Bukowa, wieś                     | Osiek                                                                | Sandomierz                                                           | Kielec- kie                                                          | Osiek k/San- domierza                                                | Baranów 17                                                           | Tarnobrzeg-Mielec 14                                                 | Staszów                                                              | Radom                                                                | Wiązownica parafja rzymskokatolicka                                                         |
| 3.  | Bukowa-Majorat, kolonja          | Osiek                                                                | Sandomierz                                                           | Kielec- kie                                                          | Osiek k/San- domierza                                                | Baranów 18,5                                                         | Tarnobrzeg-Mielec 15,5                                               | Staszów                                                              | Radom                                                                | Wiązownica parafja rzymskokatolicka                                                         |
| 4.  | Długołęka, wieś                  | Osiek                                                                | Sandomierz                                                           | Kielec- kie                                                          | Osiek k/San- domierza                                                | Baranów 9                                                            | Staszów-Koprzywnica 3                                                | Staszów                                                              | Radom                                                                | Osiek parafja rzymskokatolicka                                                              |
| 5.  | Dzięki, folwark                  | Osiek                                                                | Sandomierz                                                           | Kielec- kie                                                          | Osiek k/San- domierza                                                | Baranów 22, Tarnobrzeg 22                                            | Staszów-Koprzywnica 7                                                | Staszów                                                              | Radom                                                                | Wiązownica parafja rzymskokatolicka                                                         |
| 6.  | Gaj Plebański, kolonja           | Osiek                                                                | Sandomierz                                                           | Kielec- kie                                                          | Osiek k/San- domierza                                                | Baranów 12                                                           | Staszów-Koprzywnica 1                                                | Staszów                                                              | Radom                                                                | Osiek parafja rzymskokatolicka                                                              |
| 7.  | Grabowiec, kolonja               | Osiek                                                                | Sandomierz                                                           | Kielec- kie                                                          | Osiek k/San- domierza                                                | Baranów 14                                                           | Staszów-Koprzywnica 2                                                | Staszów                                                              | Radom                                                                | Osiek parafja rzymskokatolicka                                                              |
| 8.  | Jaźwiny-Polesie, folwark         | Osiek                                                                | Sandomierz                                                           | Kielec- kie                                                          | Osiek k/San- domierza                                                | Rytwiany (w. t.), Baranów                                            | Staszów-Koprzywnica                                                  | Staszów                                                              | Radom                                                                | Strzegom parafja rzymskokatolicka                                                           |
| 9.  | Lipnik, wieś                     | Osiek                                                                | Sandomierz                                                           | Kielec- kie                                                          | Osiek k/San- domierza                                                | Baranów 11                                                           | Staszów-Koprzywnica 2,5                                              | Staszów                                                              | Radom                                                                | Osiek parafja rzymskokatolicka                                                              |
| 10. | Łęg, wieś                        | Osiek                                                                | Sandomierz                                                           | Kielec- kie                                                          | Osiek k/San- domierza                                                | Baranów 14                                                           | Staszów-Koprzywnica 3                                                | Staszów                                                              | Radom                                                                | Osiek parafja rzymskokatolicka                                                              |
| 11. | Mikołajów, wieś i folwark        | Osiek                                                                | Sandomierz                                                           | Kielec- kie                                                          | Osiek k/San- domierza                                                | Baranów 13                                                           | Staszów-Koprzywnica 2,5                                              | Staszów                                                              | Radom                                                                | Czermin parafja ewangielicka Osiek parafja rzymsko-kat.                                     |
| 12. | Mucharzów, wieś                  | Osiek                                                                | Sandomierz                                                           | Kielec- kie                                                          | Osiek k/San- domierza                                                | Rytwiany (w. t.)                                                     | Staszów-Koprzywnica                                                  | Staszów                                                              | Radom                                                                | Strzegom parafja rzymskokatolicka                                                           |
| 13. | Osieczko, wieś                   | Osiek                                                                | Sandomierz                                                           | Kielec- kie                                                          | Osiek k/San- domierza                                                | Baranów 13                                                           | Staszów-Koprzywnica                                                  | Staszów                                                              | Radom                                                                | Osiek parafja rzymskokatolicka                                                              |
| 14. | Osiek, osada miejska i folwark   | loco                                                                 | Sandomierz                                                           | Kielec- kie                                                          | loco (Osiek k/ Sandomierza)                                          | Baranów 14                                                           | Staszów-Koprzywnica                                                  | Staszów                                                              | Radom                                                                | loco parafja rzymskokatolicka                                                               |
| 15. | Pliskowola, wieś                 | Osiek                                                                | Sandomierz                                                           | Kielec- kie                                                          | Osiek k/San- domierza                                                | Baranów 15                                                           | Staszów-Koprzywnica 3                                                | Staszów                                                              | Radom                                                                | Osiek parafja rzymskokatolicka                                                              |
| 16. | Strzegom, wieś                   | Osiek                                                                | Sandomierz                                                           | Kielec- kie                                                          | Osiek k/San- domierza                                                | Rytwiany (w. t.) 10, Baranów 22                                      | Staszów-Koprzywnica 3                                                | Staszów                                                              | Radom                                                                | loco parafja rzymskokatolicka                                                               |
| 17. | Strzegom Popa- rafialny, wieś    | Osiek                                                                | Sandomierz                                                           | Kielec- kie                                                          | Osiek k/San- domierza                                                | Rytwiany (w. t.) 11, Baranów 23                                      | Staszów-Koprzywnica 3                                                | Staszów                                                              | Radom                                                                | Strzegom parafja rzymskokatolicka                                                           |
| 18. | Strzegom-Majorat, kolonja        | Osiek                                                                | Sandomierz                                                           | Kielec- kie                                                          | Osiek k/San- domierza                                                | Rytwiany (w. t.) 11, Baranów 23                                      | Staszów-Koprzywnica 3                                                | Staszów                                                              | Radom                                                                | Strzegom parafja rzymskokatolicka                                                           |
| 19. | Suchowola, wieś                  | Osiek                                                                | Sandomierz                                                           | Kielec- kie                                                          | Osiek k/San- domierza                                                | Baranów 17                                                           | Staszów-Koprzywnica 1                                                | Staszów                                                              | Radom                                                                | Osiek parafja rzymskokatolicka                                                              |
| 20. | Wiązownica, osada młyńska        | Osiek                                                                | Sandomierz                                                           | Kielec- kie                                                          | Osiek k/San- domierza                                                | Baranów 21, Tarnobrzeg 21                                            | Staszów-Koprzywnica 7                                                | Staszów                                                              | Radom                                                                | Wiązownica parafja rzymskokatolicka                                                         |
| 21. | Wiązownica Mała, wieś            | Osiek                                                                | Sandomierz                                                           | Kielec- kie                                                          | Osiek k/San- domierza                                                | Baranów 22, Tarnobrzeg 25                                            | Staszów-Koprzywnica 7                                                | Staszów                                                              | Radom                                                                | Wiązownica parafja rzymskokatolicka                                                         |
| 22. | Wiązownica Podu- chowna, kolonja | Osiek                                                                | Sandomierz                                                           | Kielec- kie                                                          | Osiek k/San- domierza                                                | Baranów 22, Tarnobrzeg 22                                            | Staszów-Koprzywnica 7                                                | Staszów                                                              | Radom                                                                | Wiązownica parafja rzymskokatolicka                                                         |
| 23. | Wiązownica Wielka, wieś          | Osiek                                                                | Sandomierz                                                           | Kielec- kie                                                          | Osiek k/San- domierza                                                | Baranów 22,5                                                         | Staszów-Koprzywnica 7                                                | Staszów                                                              | Radom                                                                | Wiązownica parafja rzymskokatolicka                                                         |
| 24. | Wiązownica-Majorat, kolonja      | Osiek                                                                | Sandomierz                                                           | Kielec- kie                                                          | Osiek k/San- domierza                                                | Baranów 21, Tarnobrzeg 21                                            | Staszów-Koprzywnica 7                                                | Staszów                                                              | Radom                                                                | Wiązownica parafja rzymskokatolicka                                                         |
| 25. | Wiązownica-Sołec- two, kolonja   | Osiek                                                                | Sandomierz                                                           | Kielec- kie                                                          | Osiek k/San- domierza                                                | Baranów 22, Tarnobrzeg 22                                            | Staszów-Koprzywnica 7                                                | Staszów                                                              | Radom                                                                | Wiązownica parafja rzymskokatolicka                                                         |
| 26. | Wronia Góra, kolonja             | Osiek                                                                | Sandomierz                                                           | Kielec- kie                                                          | Osiek k/San- domierza                                                | Baranów                                                              | Staszów-Koprzywnica                                                  | Staszów                                                              | Radom                                                                | Osiek parafja rzymskokatolicka                                                              |
| 1   | 2                                | 3                                                                    | 4                                                                    | 5                                                                    | 6                                                                    | 7                                                                    | 8                                                                    | 9                                                                    | 10                                                                   | 11                                                                                          |

## Geografia
Gmina Osiek przedstawia formę wydłużoną w kierunku z północo-wschodu na południo-zachód. Od wschodu i południowo-wschodu opływa ją rzeka Wisła, przybierając z gminy rzekę Trzciankę i Bukowiankę. Obszar gminy wynosi 129,33 km² z 7908 ludności. Przeciętnie na 1 km² przypada 61,1 mieszkańców (ogół województwa wynosi 111 osób/km², a na powiat – 83,8 osób/km²), a zatem jest średnio zaludniony. Sąsiednimi gminami są: od południowego wschodu Łoniów, od północy Klimontów, od zachodu: Staszów, Rytwiany i Połaniec, a od południa w ramach województwa podkarpackiego: Padew Narodowa, Gawłuszowice oraz Baranów Sandomierski. Od 1994 roku jest gminą miejsko-wiejską.
Miasto Osiek położone jest prawie na krańcu gminy w części północno-zachodniej, na przeciwległym zaś krańcu leży miasto Staszów i Połaniec, jest to południowo-wschodnia część województwa świętokrzyskiego. Leży ono na skrzyżowaniu dróg do: Sandomierza, Tarnobrzega, Rzeszowa, Staszowa, Połańca, Buska-Zdroju i Krakowa. Administracyjnie w powiecie staszowskim (14% powierzchni powiatu), geograficznie i historycznie w Ziemi Sandomierskiej, która uznawana jest za obszar regionalny Kotliny Sandomierskiej, a w jej ramach jako część Wyżyny Sandomierskiej, dalej której częścią jest Nizina Nadwiślańska zwana Powiślem.
Około 17% powierzchni ogólnej gminy jest obszarem w znacznej części zdegradowanym w wyniku prowadzenia działalności górniczej Kopalni „Siarkopol” Osiek na złożu siarki rodzimej.
Od obszaru Powiśla powyżej Połańca (w kierunku Łubnic) rozciąga się nieznaczna część wielkiej niziny, zwanej Stopnicką (o szerokości około 8 km²), dalej w ramach Niziny Nadwiślańskiej (o powierzchni 138 km²) rozpościera się aż pod Połaniec niewielka Nizina Winnicka o powierzchni około 2,5 km² a następnie Tursko-Osiecka – 36,5 km², Koprzywnicka – 43,6 km², Skotnicka – 30,3 km², Sandomierska – 1,3 km², Dwikozka od Kamienia Mściowskiego do ujścia Opatówki – 10,8 km² i od Opatówki poza Winiary – Winiarska 4 km². Na terenie tym występują jeziorka i łachy wiślane, np. pod Matjaszowem, Łęgiem, Lipnikiem itp. z typem rzeźnym krajobrazu (na tych nizinach) dość duże obszary zajmują płaskie doliny rzeczne będące miejscem akumulacji osadów rzecznych. We współczesnych dolinach rzecznych oraz pradolinach pochodzących z epoki lodowcowej bardzo często znajdują się wydmy (np. Korea).
Na terenie gminy i w bezpośrednim jej sąsiedztwie występują liczne naturalne zbiorniki wodne, w tym: jezioro Osieckie o powierzchni 116000 m i jezioro Matiaszowskie o powierzchni 90000 m, a w obrębie doliny Wisły znajdują się tereny podmokłe. Występują tu także liczne cieki o mniejszym zasięgu odwadniania. Wszystkie one ostatecznie trafiają ze swoimi wodami do Wisły.
Klasa czystości wody różni się od planowanej I-szej. W rzeczywistości kwalifikuje się do klas II i III. Dopływy Wisły jako pozaklasowe lub na granicy klasy III-ej z tendencją do poprawy. Wody z poziomów w odnośnych trzecio- i czwartorzędowego, z uwagi na wysoką mineralizację, a także obecność siarkowodoru wymagają dla celów konsumpcyjnych uzdatnienia.
Nizina Nadwiślańska obejmująca na terenie gminy (tylko niewielki fragment Niziny Koprzywnickiej – 2,6 km² oraz prawie całą Nizinę Tursko-Osiecką – 31,5 km²) jest zróżnicowana glebowo jednak z przewagą gleb lepszych tzw. pszennych, mad wiślanych, powiślanych glinek. W zamierzchłych czasach zamożność mieszkańców zależna była od jakości gleby (gleby żyzne oznaczały dobrobyt – zaś płowe piaski zazwyczaj biedę). Głównie wiślane pszenne gleby (plus niewielki odsetek glinki (iłu ceglanego) od Parysówki ku Bukowej) dawały ludziom dobrobyt, co wyraźnie zauważyć można było w formie zabudowy. Rozwijało się tu więc sadownictwo, uprawa buraków cukrowych (odbierała je cukrownia Szwagrów) i pszenicy (w dwóch kierunkach Długołęka – Otoka Gągolińska i Sworoń – Niekurza), cegielnictwo (Grabowiec, Zawidza). Zatem ta część gminy, mając gleby urodzajne, nie posiada zupełnie lasów. Dlatego na Powiślu ludność sadzi wierzby, a raczej je palikuje, w niewielkim stopniu zaś zadrzewia a częściej karczuje koryto Wisły w poszukiwaniu drwa opałowego. Dziś nie spotyka się na pobrzeżu plantacji wikliny. W południowo-zachodniej części Gminy spotykamy większe i typowe już lasy (dawne Nadleśnictwo w Dziękach), las Bukowski oraz fragmenty dóbr Radziwiłłowskich (ówczesnego Zarządu w Rytwianach) las Tursko-Ossalski. Na tych terenach lessowych znajdujemy osobliwości florystyczne (dawne krzyże przydrożne i figurki okazjonalne). Niestety tylko w niewielkim stopniu północno-zachodnia część urozmaicona jest oryginalnymi jarami o pionowych wysokich ścianach wśród lessów, które nadają swoiste piętno temu krajobrazowi (okolice Grabowca).
Z minerałów występują tu: piaskowce, drobno- i gruboziarniste wapienie, gipsy poza tym kwarcyty, iły i gliny.
Miasto i Gmina Osiek wyróżnia się bogactwem wykopalisk archeologicznych w różnych punktach i z różnych epok, m.in. pod Lipnikiem (znaleziono naczynia i narzędzia pracy z dawnego grodu wiślańskiego) czy pod Niekrasowem Ukazowym (znaleziono tu narzędzia krzemienne z epoki kamiennej).
Według podziału fizyczno-geograficznego Polski Miasto i Gmina Osiek obejmuje swoim zasięgiem znaczną część mezoregionu Niecki Połanieckiej, należącej do bardziej rozległego makroregionu Niecki Nidziańskiej (Niecka Połaniecka stanowi jej wschodni obszar). Dla gminy są to okolice od Osieka po Ossalę-Lesisko, tzw. słabe gleby piaszczyste porosłe głównie lasami, lub stanowiące nieużytki po niżej 200 m n.p.m. do 170 m.
Południowo-wschodnie i wschodnie obrzeża Miasta i Gminy Osiek ogranicza rzeka Wisła biegnąca zagłębieniem Niecki Nadwiślańskiej (tzw. Niziny Nadwiślańskiej zwanej Powiślem), wchodzącej w skład makroregionu Kotliny Sandomierskiej (Wyżyny Sandomierskiej); w tej Nizinie Nadwiślańskiej (z odpowiednim podziałem, tj. ze sporą częścią Niziny Tursko-Osieckiej i z niewielkim udziałem Niziny Koprzywnickiej).
Zachodnią część Miasta i Gminy Osiek przecina rzeka Trzcianka zwana Strzegomką (historycznie zwana Ossolą) z prawo- i lewostronnymi dopływami różnych cieków wodnych. Natomiast centralną częścią Gminy Osiek biegnie Bukowianka. Obydwie rzeki łączą się w Wiśle, pierwsza w okolicach Sworonia, a druga w okolicach Długołęki, a następnie wpadają do morza. Poprzez wschodnie obszary Gminy Osiek nie przepływa już żadna rzeka, ale w okolicach Bukowej lokalne strugi wodne zasilają rzekę Kacankę, uchodzącą do większej jeszcze rzeki Koprzywianki. W granicach Gminy Wisła również zbiera pomniejsze strugi wodne w różnych kanałach odpływowych. Oprócz niektórych odcinków są one zabezpieczone wałami ziemnymi od rozlewu wielkich wód Wisły.
Zatem przez Miasto i Gminę Osiek przebiega podział na dwa odrębne i skrajne krajobrazy: żyzny – pszeniczny nadwiślański i płowych piasków – lesistych nieużytków, ze znacznym przyrostem powierzchni 1 m na każdy 1 km². Taki też jest podział na główne mezaobszary Niecki Połanieckiej (Niziny Stopnickiej będącej w małym stopniu dorzeczami rzeki Czarnej Staszowskiej), a w pozostałym Niziny Nadwiślańskiej. Z kolei obszary gór i wyżyn w większości ukształtowała rzeźba starsza (przedczwartorzędowa). Obejmuje ona okolice Mucharzewia – Niekrasowa po Ossalę-Lesisko. Gmina w niewielkiej tylko części z całości przedstawia wyżynę (część tzw. Wyżyny Sandomierskiej) przechodzącą niewiele ponad 200 m n.p.m. (okolice wsi Bukowa i samej wsi), urozmaiconą dolinami rzeczek, wąwozami, wydmami itp. Ta wyżyna w trzech punktach dochodzi stromo do Wisły, a mianowicie pod Winnicą (Połańcem), Sandomierzem (Pieprzówkami) oraz Zawichostem. Wzdłuż Wisły w granicach gminy rozciąga się Nizina Nadwiślańska tzw. Powiśle, dochodząca do 4, a nawet 5 km szerokości o ogólnym obszarze około 138 km². Nizina ta dzieli się na szereg mniejszych, jak np.: Winnicką, Tursko-Osiecką, Koprzywnicką, Skotnicką, Dwikozką.
Gmina Osiek położona jest w obrębie regionu klimatycznego zwanego Dzielnicą Sandomiersko-Rzeszowską w rejonie środkowej i wschodniej części Kotliny Sandomierskiej. Jest to obszar wyraźnie cieplejszy od terenów położonych na północ i wschód. Na wilgotność i temperaturę powietrza bezpośredni wpływ ma ukształtowanie terenu, co wpływa, także na długość okresu wegetacyjnego. Z dotychczasowych badań stacji meteorologicznych w Staszowie i Sandomierzu wynika, że średnioroczna temperatura wynosi 7,3 do 7,7 °C i jest o 0,2-0,5 stopnia wyższa od Dzielnic sąsiednich. Występują tu różnice miejscowe wynikające z rzeźby terenu, stopnia zalesienia, głębokości występowania wód gruntowych. Przewietrzenie terenu dobre. Niekorzystną charakterystykę posiadają tereny zboczy o spadkach powyżej 10% oraz ekspozycji północnej. Dolina Wisły ma nieco gorsze od średnich gminy warunki klimatyczne z uwagi na płytkie występowanie wód gruntowych, większą wilgotność a także spływ chłodnych mas powietrza.
Stopień zanieczyszczenia atmosfery jest dość znaczny na terenie gminy i uzależniony od ilości emitowanych na danym obszarze zanieczyszczeń, technicznych warunków ich odprowadzania, a także istniejącego transportu drogowego i kolejowego. Do uciążliwych dla atmosfery, z wpływem na teren gminy Osiek należy zaliczyć: Kopalnię Siarki: „Osiek”, „Piaseczno” oraz „Machów”, Elektrownię „Połaniec” (1600 MW; 5,5 mln t węgla), Kopalnię i Zakłady Chemiczne w Grzybowie i Machowie, Kotłownie Osiedlowe i Zakładowe w Staszowie. Dlatego roczny opad pyłu wynosi ponad mln 157 t/km³.
Szata drogowa uległa znacznej modyfikacji na przestrzeni ostatniego 25-lecia, jednak nadal pozostawia wiele do życzenia, drogi gruntowe w pewnych porach roku (wiosna, jesień) są wprost nie do przebycia wskutek glinowo-lessowego gruntu. Na lotnych piaskach jest to okres letni, kiedy piaszczysty grunt utrudnia poruszanie się przy braku odpowiedniego podłoża i jego utwardzenia.
Pod względem komunikacyjnym gmina jest uboga, bowiem dróg asfaltowych jest za mało, zaledwie kilkaset kilometrów; ciągną się one głównie na odcinkach głównych arterii komunikacyjnych Kraków—Sandomierz, Osiek—Jędrzejów, obejmują również pozostałe lokalne połączenia od głównych linii komunikacyjnych i w innych punktach, a które niewątpliwie doczekają się za lat kilkanaście połączenia szosowego.
W XIX wieku Ludwik Wolski spisał ówczesne jeziora Królestwa Polskiego, w tym gminy Osiek (w owym czasie określany przymiotnikiem Sandomierski lub Królewski; po pierwsze ze względu bliskość Sandomierza, a po drugie na częste przebywanie głów królewskich w tym grodzie, jak i w jego najbliższej okolicy – a taka identyfikacja unikała pomyłek, gdyż nie jest to nazwa unikatowa i niepowtarzalna); obecnie części z nich już nie ma, ale zachował się ich oryginalny opis.

Jeziora w Królestwie Polskiém. (...) Jeziora Gubernii Radomskiéj. (...) Powiat Sandomierski.
Wszystkie jeziora powiatu tego leżą nad samą rzeką Wisłą lub w niewielkiéj od niéj odległości.
(...) W gminie Osiek znajdujemy pięć jezior: dwa we wsi Osieczko, nazwane Białe i Skopaniec, we wsi Łęk nazwane Brzeźnica, w Osieku Bania, we wsi Długołęka Gaj.
Szczegółowy ich opis następny: Jezioro Białe, położone jest na płaszczyźnie rozległéj w miejscu otwartém. Obszerność morgów 10, głębokość stóp 9. Grunta nadbrzeżne urodzajne. Wody jeziora nawet po stopnieniu śniegów i nawalnych deszczach nie wzbierają. Brzegi jego są zarosłe trzciną. Kommunikacyi podziemnéj ani źródeł mineralnych nie ma. Woda czysta, słodka, bez odoru. Obfituje w szczupaki, karasie, okunie i płotki, z czego dochód na rok uczyni najwięcéj rubli sréberem 9. Spławy żadne nie odbywają się.
Jezioro Skopaniec, położone na płaszczyźnie rozległéj w miejscu otwartém, ma obszerności morgów 3, głębokości stóp 20. Grunta jego nadbrzeżne urodzajne. Do jeziora Bani, poniżéj opisanego, wypływa ztąd strumień; to jest powodem, iż wody jeziora tego nigdy nie wzbierają. Kommunikacyi podziemnéj i źródeł mineralnych jezioro to nie ma. Woda w niém czysta, słodka, do użytku zdatna, po brzegach tylko zarosła trzciną i innemi chwastami. Obfituje w różne gatunki ryb, lecz tych dla znacznéj głębokości wody łowić nie można; dochodu więc żadnego jezioro to nie przynosi. Spławy żadne.
Jezioro Brzeźnica, położone na płaszczyźnie rozległéj, w miejscu otwartém, obszerne morg 1, głębokie stóp 16; grunta nadbrzeżne urodzajne, twarde. Od strony zachodniéj przepływają przez jezioro to dwa małe strumienie. Podziemnéj kommunikacyi i źródeł mineralnych nie ma. Woda czysta, słodka, bez żadnego odoru, po brzegach zarosła trzciną i innemi chwastami. W ryby nie obfituje, gdyż jak wyżéj powiedziano, są dwa odpływy wody, przez które ryby uchodzą. Spławy nie istnieją żadne.
Jezioro Bania, położone na płaszczyźnie rozległéj, w miejscu otwartém, wśród gruntów urodzajnych, obszerne jest morgów 3, głębokie stóp 4. Z trzech powyżéj opisanych jezior wpadają do niego małe strumienie, które znów z niego wypływają do Wisły. Nawet w czasie stopnienia śniegów i spadnienia nawalnych deszczów woda w jeziorze tém nie wzbiera. Podziemnéj kommunikacyi nie ma, źródła mineralne nie okazują się. Woda czysta, słodka, bez żadnego odoru, prawie zupełnie zarosła trzciną i innemi chwastami; z tegoto powodu ryb, chociaż jest ich dosyć, łowić nie można, a tém samém żadnych odnosić korzyści.
Nareszcie jezioro Gaj, położone jest na płaszczyźnie rozlegléj, w miejscu otwartém, wśród gruntów urodzajnych; obszerne półtora morga, głębokie stóp 6. Woda do niego nie wpada, odchodzi zaś do jeziora w dobrach Swiniary znajdującego się, a zatém po ulewnych deszczach i roztopach śniegów woda nie wznosi się. Podziemnéj kommunikacyi i źródeł mineralnych nie ma. Woda czysta, słodka, bez żadnego odoru, po brzegach nieco zarosła trzciną i szuwarami. Z ryb poławiają się szczupaki, okunie, liny, karpie, karasie i płotki; dochód przecież z połowu ich zbyt mały. Spławy nie istnieją.
(...) Z wyliczenia takowego wypada, że w gubernii radomskiéj jest w ogóle jezior 59, rozległość ich włók 15, morgów 27; w tym: w powiecie sandomierskim jezior 31, rozległość ich włók 11, morgów 7. Wszystko to są jeziora mniejszéj wielkości; największe z nich Kozłowy dół ma obszerności morgów 70, po nim idzie Krzcińskie – morgów 50, daléj Słoniawa i Przewłockie po morgów 30; inne coraz mniejsze.

Ludwik Wolski, Biblioteka Warszawska. Pismo poświęcone naukom, sztukom i przemysłowi, t. I.

## Sołectwa[2]
Bukowa, Długołęka, Kąty, Lipnik, Matiaszów, Mucharzew, Niekrasów, Niekurza, Ossala, Pliskowola, Strużki, Suchowola, Sworoń, Szwagrów, Trzcianka-Kolonia, Trzcianka, Tursko Wielkie.

## Sąsiednie gminy
Baranów Sandomierski, Gawłuszowice, Łoniów, Padew Narodowa, Połaniec, Rytwiany, Staszów

## Literatura
- „Biblioteka Warszawska. Pismo poświęcone naukom, sztukom i przemysłowi. 1851”. Tom piérwszy. Ogólnego zbioru tom XLI, 1851. Warszawa: W Drukarni Stanisława Strąbskiego, przy ulicy Daniłowiczowskiéj Nr. 617, w dawnej Bibliotece Załuskich.brak numeru strony
- Bielec Jan (red.), Szwałek Stanisława: Wykaz urzędowych nazw miejscowości w Polsce. Ministerstwo Administracji, Gospodarki Terenowej i Ochrony Środowiska. T. II: K - P. Warszawa: GUS, 1981. Brak numerów stron w książce
- Tadeusz Bystrzycki (red.): Skorowidz miejscowości Rzeczypospolitej Polskiej z oznaczeniem terytorjalnie im właściwych władz i urzędów oraz urządzeń komunikacyjnych. W podziale administracyjnym obowiązującym w chwili oddawania tomu do druku. Wytłoczono w drukarni Józefa Styfiego w Przemyślu, Rynek 18. Przemyśl, Warszawa: KN Wydawnictwo Książnicy Naukowej, 1933. Brak numerów stron w książce
- Kolber Oskar: Dzieła wszystkie. Sandomierskie. Materyjały do etnografii słowiańskiéj. T. 2: Lud. Jego zwyczaje, sposób życia, mowa, podania, przysłowia, obrzędy, gusła, zabawy, pieśni, muzyka i tańce. Serya 1. Sandomierskie. Warszawa: W drukarni Jana Jaworskiego, Krakowskie-Przedmieście Nr. 415, 1865. Brak numerów stron w książce
- Sitek Janusz: Nazwy geograficzne Rzeczypospolitej Polskiej. Ministerstwo Gospodarki Przestrzennej i Budownictwa, Główny Geodeta Kraju, Urząd Rady Ministrów, Komisja Ustalania Nazw Miejscowości i Obiektów Fizjograficznych. Warszawa: Państwowe Przedsiębiorstwo Wydawnictw Kartograficznych im. Eugeniusza Romera, 1991. ISBN 83-7000-071-1. Brak numerów stron w książce
- Skorowidz miejscowości Rzeczypospolitej Polskiej: opracowany na podstawie wyników pierwszego powszechnego spisu ludności z dn. 30 września 1921 r. i innych źródeł urzędowych. W podziale administracyjnym obowiązującym w chwili oddawania tomu do druku. Nakładem Głównego Urzędu Statystycznego. Skład główny i ekspedycja w Głównym Urzędzie Statystycznym, Al. Jerozolimskie 32. T. III: Województwo kieleckie. Warszawa: GŁ•U•ST Główny Urząd Statystyczny Rzeczypospolitej Polskiej, 1925. Brak numerów stron w książce
- Зинберг И. (Zinberg I.): Алфавитный Указатель Царства Польскаго. Алфавитный Указатель Городовъ, селеній, фольварковъ, колоній и прочихъ мѣстностей въ Царствѣ Польскомъ, съ обозначеніемъ губерніи, уѣзда, гмины, прихода, мироваго или гминнаго суда и ближайшей почтовой станціи, съ присовокупленіемъ отдѣльной описы гминамъ (Skorowidz Królestwa Polskiego czyli Spis alfabetyczny miast, wsi, folwarków, kolonii i wszystkich nomenklatur w guberniach Królestwa Polskiego, z wykazaniem: gubernii, powiatu, gminy, parafii, sądu pokoju lub gminnego, oraz najbliższej stacyi pocztowej, wraz z oddzielnym spisem gmin podług najświeższej ich liczby i nazwy ułożony, wykazujący: odległość każdej danej gminy od miasta powiatowego i sądu swojego gminnego; czy i jakie znajdują się w gminie zakłady fabryczne lub przemysłowe, szkoły itp. oraz ludność każdej gminy, obejmujący także podział sądownictwa krajowego świeżo urządzonego i opatrzony Mappą Królestwa Polskiego). W podziale administracyjnym obowiązującym w chwili oddawania tomu do druku. T. I. Warszawa: W drukarni I. J. Ałapina, ulica Dzielna Nr. 4, 1877. Brak numerów stron w książce
- Зинберг И. (Zinberg I.): Алфавитный Указатель Царства Польскаго. Алфавитный Указатель Городовъ, селеній, фольварковъ, колоній и прочихъ мѣстностей въ Царствѣ Польскомъ, съ обозначеніемъ губерніи, уѣзда, гмины, прихода, мироваго или гминнаго суда и ближайшей почтовой станціи, съ присовокупленіемъ отдѣльной описы гминамъ (Skorowidz Królestwa Polskiego czyli Spis alfabetyczny miast, wsi, folwarków, kolonii i wszystkich nomenklatur w guberniach Królestwa Polskiego, z wykazaniem: gubernii, powiatu, gminy, parafii, sądu pokoju lub gminnego, oraz najbliższej stacyi pocztowej, wraz z oddzielnym spisem gmin podług najświeższej ich liczby i nazwy ułożony, wykazujący: odległość każdej danej gminy od miasta powiatowego i sądu swojego gminnego; czy i jakie znajdują się w gminie zakłady fabryczne lub przemysłowe, szkoły itp. oraz ludność każdej gminy, obejmujący także podział sądownictwa krajowego świeżo urządzonego i opatrzony Mappą Królestwa Polskiego). W podziale administracyjnym obowiązującym w chwili oddawania tomu do druku. T. II. Warszawa: W drukarni I. J. Ałapina, ulica Dzielna Nr. 4, 1877. Brak numerów stron w książce